# 小行星2754
小行星2754（2754 Efimov）是一颗绕太阳运转的小行星，为主小行星带小行星。该小行星于1966年8月13日发现。
該小行星以俄羅斯航空先驅米哈伊爾·埃菲莫夫（Mikhail Efimov）命名。

## 轨道参数
小行星2754的轨道半长轴为2.2281102 UA，离心率为0.232。